# Giovanni Antonio Galli

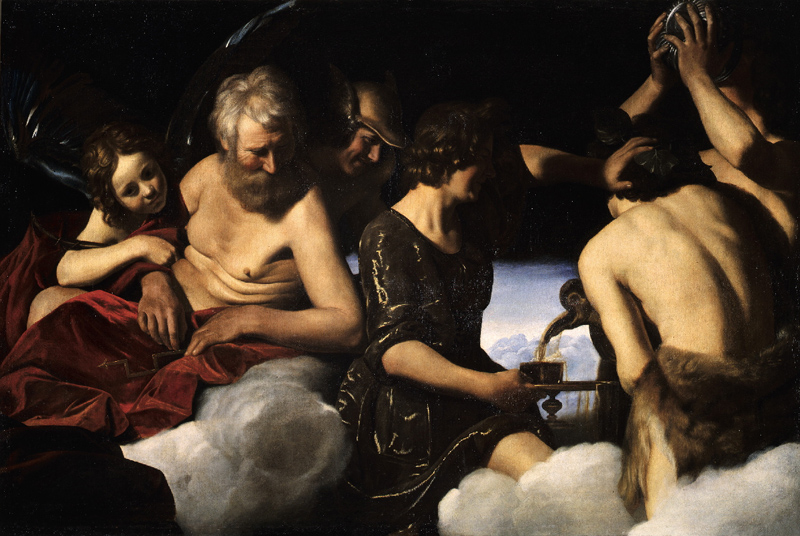
Giovanni Antonio Galli, Convito degli Dei, Galleria degli Uffizi, Firenze

Giovanni Antonio Galli, detto lo Spadarino (Roma, 16 gennaio 1585 – Roma, 17 agosto 1652), è stato un pittore italiano.

## Biografia
Figlio di Salvatore, un fabbricante di spade senese, da cui deriva il soprannome con cui è conosciuto sia lui che il fratello Giacomo, anch'egli pittore, ma soprattutto intagliatore e indoratore di soffitti; in passato i due venivano confusi. 

## La questione delNarciso

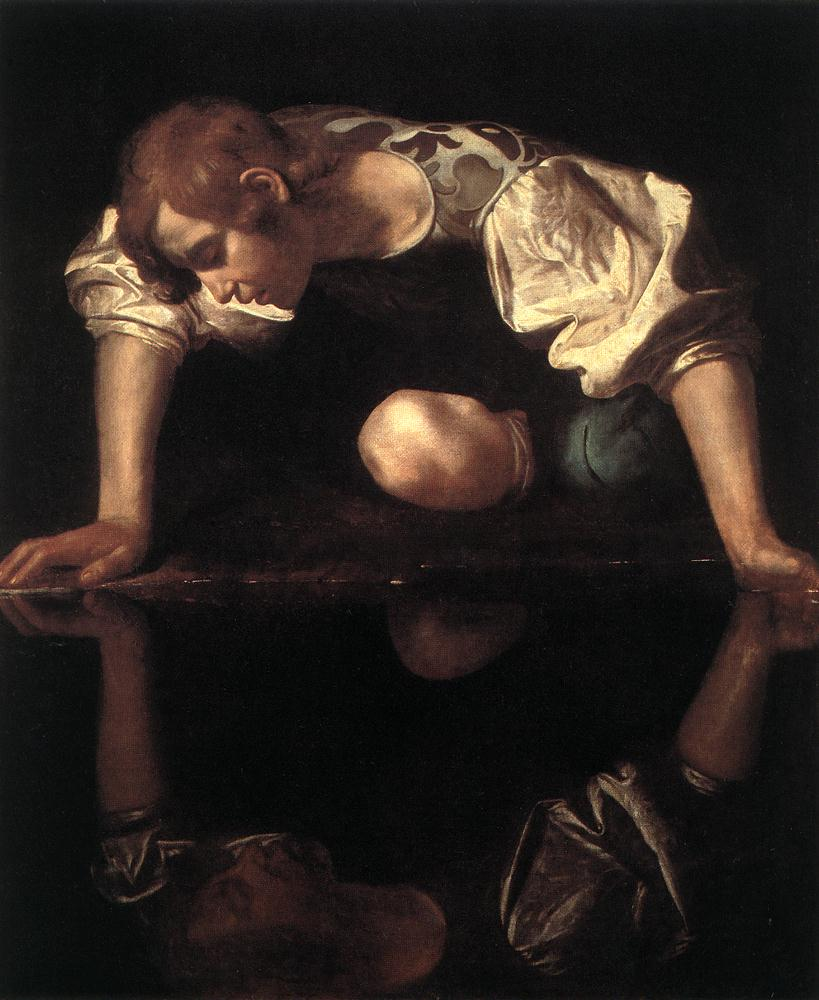
Giovanni Antonio Galli (?), Narciso, Gallerie nazionali d'arte antica, Roma

Quando nel 1913 emerse una tela raffigurante Narciso, il critico d'arte Roberto Longhi non ebbe dubbi e l'attribuì a Caravaggio. 
Il personaggio,  in abiti seicenteschi, è raffigurato mentre coglie il suo riflesso, con una mano nell'acqua per abbracciarsi prima di morire affogato (secondo Ovidio morì di stenti). Nonostante la forza del dipinto, vi è dolcezza, un tono elegiaco che in Caravaggio non si incontra. 
Negli anni Settanta Cesare Brandi fa il nome dello Spadarino, seguace di Caravaggio; dieci anni dopo l'intuizione è rilanciata da Giovanni Previtali, successivamente Gianni Papi sostiene senza dubbi che la tela sia opera dello Spadarino. La sua attribuzione è frutto di un lavoro di studio e di confronti con altre opere del pittore, su tutte il Convito degli dèi: non si tratterebbe di una copia o di una replica, ma di un'invenzione propria dello Spadarino. 

## Opere

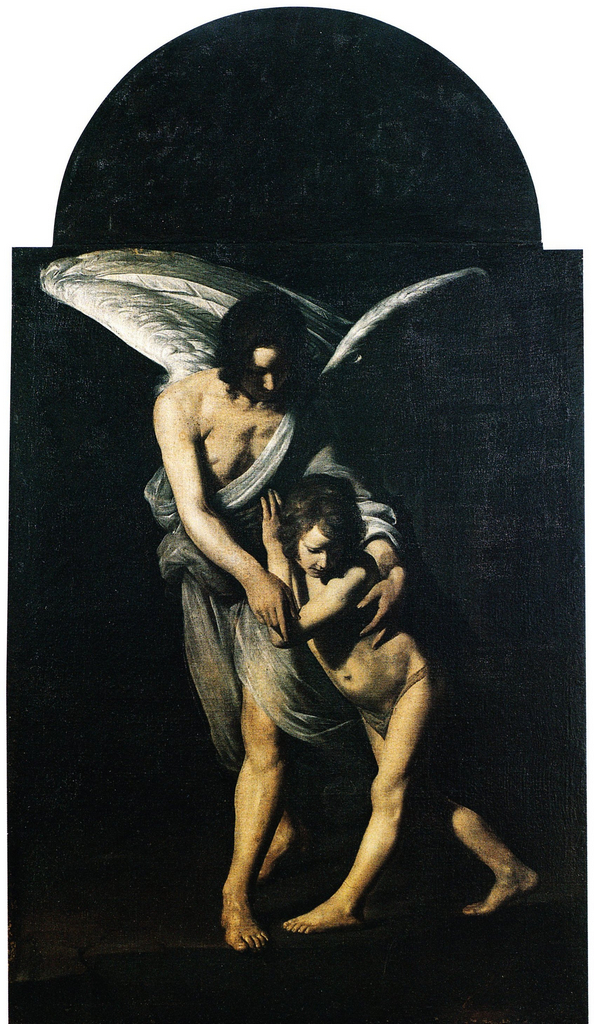
L'angelo custode, Chiesa di San Rufo, Rieti

- Convito degli dèi, Galleria degli Uffizi, Firenze;
- Angelo custode, Chiesa di San Rufo, Rieti;
- Sant'Antonio e Gesù Bambino, Chiesa dei santi Cosma e Damiano, Roma;
- San Tommaso di Villanova che dà l'elemosina, Pinacoteca Podesti, Ancona;
- Santa Francesca Romana con l'angelo (quattro versioni: Banca Nazionale del Lavoro, Roma; Palazzo Rosso, Genova; san Pietro, Perugia; Collezione Morris, Londra);
- Tre martiri, Attingham Park, The Berwick Collection (The National Trust);
- Gesù tra i dottori, Palazzo Reale, Napoli;
- Carità di Sant'Omobono, Chiesa di Sant'Omobono, Roma;
- Carità romana, Galleria Doria Pamphilij, Roma;
- Narciso (?), Gallerie nazionali d'arte antica, Roma.